# 米特雅·尼科利奇

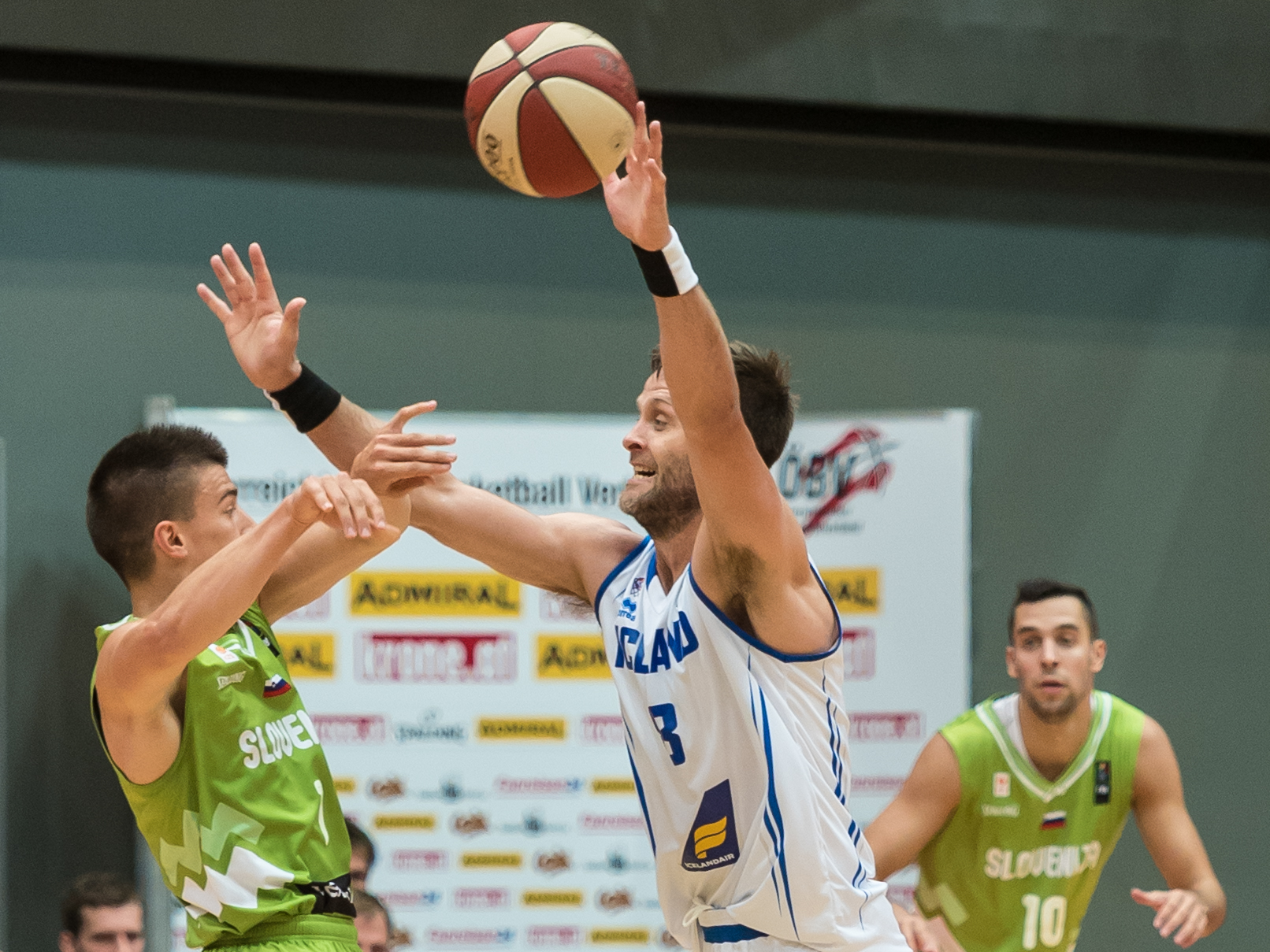
米特雅·尼科利奇

米特雅·尼科利奇（1991年2月24日—），斯洛文尼亞籃球運動員，在場上的位置是小前鋒。他現在效力於斯洛文尼亞籃球聯賽球隊奧林匹亞聯盟。他也代表斯洛文尼亞國家籃球隊參賽。